# Karol Karlík
Karol Karlík (* 29. června 1986 v Nitře) je bývalý slovenský fotbalový záložník či obránce a bývalý mládežnický reprezentant, v naposledy hrající za slovenský celek MFK Skalica. Mimo Slovensko působil na klubové úrovni v Česku, Rumunsku a Německu.
Od července 2020 trénuje mládež celku FC Nitra.

## Klubová kariéra
Už v sedmi letech se stal členem FC Nitra, kam jej přivedl jeho otec, bývalý druholigový brankář. V sedmnácti se probojoval do A-týmu a o rok později se dočkal premiéry v prvním mužstvu. V roce 2006 odešel na hostování do FC ViOn Zlaté Moravce, po návratu do Nitry jej začal tehdejší trenér Pavel Hapal stavět pravidelně a společně s Janem Gruberem pomohl vytáhnout tým na 3. místo. Po výměně trenéra a příchodu Pavla Malury však ze sestavy vypadl a v lednu 2009 přestoupil do českého klubu FC Vysočina Jihlava. V sezoně 2011/12 postoupil s týmem do 1. ligy. Na konci června 2014 se rozhodl neprodloužit smlouvu a z klubu odejít. Poté působil v Rumunsku v FC Oțelul Galați a v německém třetiligovém klubu Chemnitzer FC. V červenci 2015 podepsal roční smlouvu s opcí se slovenským klubem TJ Spartak Myjava, v lednu 2016 byl kontrakt rozvázán a Karlík se stal volným hráčem.

## Reprezentační kariéra
Prošel postupně výběry Slovenska U15 až U21. V této kategorii odehrál 4 zápasy, zasáhl i do kvalifikačních bojů.

## Úspěchy
FC Nitra
- 3. místo v Corgoň lize (2007/08)

FC Vysočina Jihlava
- postup do Gambrinus ligy (2011/12)